# Philip Morrison
Pour les articles homonymes, voir Morrison.
Philip Morrison (7 novembre 1915, Somerville, New Jersey - 22 avril 2005, Cambridge, Massachusetts) est astrophysicien et professeur émérite de physique au Massachusetts Institute of Technology (MIT).

## Biographie
Philip Morrison est né le 7 novembre 1915 à Somerville, New Jersey, aux États-Unis. Il obtint un Bachelor of Science en 1936 au Carnegie Institute of Technology et un doctorat de physique théorique à l'université de Californie à Berkeley en 1940. En 1942, il se joignit au Projet Manhattan comme chef de groupe et physicien dans les laboratoires de l'université de Chicago et de Los Alamos. Il assista à l'essai atomique Trinity et participa au transport de son cœur de plutonium jusqu'au site de test. Par la suite, après avoir constaté sur place les dégâts causés par la bombe A lancée sur la ville japonaise d'Hiroshima, il milita contre la prolifération des armes nucléaires et s'engagea dans la Federation of American Scientists (FAS).
Morrison enseigna à la faculté de physique de l'université Cornell (1946) puis au MIT (1965), où il est nommé professeur émérite de physique. En 1959, Philip Morrison et Giuseppe Cocconi publièrent un article théorique sur le potentiel des micro-ondes pour communiquer à de très longues distances. Leur conjecture (la fréquence idéale pour une communication interstellaire serait la fréquence d'émission de l'hydrogène, 1420 MHz) est devenu un des fondements du programme SETI.
L'Astronomical Society of the Pacific lui a remis le Klumpke-Roberts Award en 1992. Son épouse est décédée en 2002.